# 다이앤 닐
다이앤 닐(Diane Neal, 1976년 11월 17일 ~ )은 미국의 배우이다.

## 출연 작품

### 영화
- 드라큐라 2003 (2003)

### 텔레비전
- 로앤오더: 성범죄 전담반 (2003-12)
- NCIS (2010-14)